# 米德爾維爾 (紐約州)
米德爾維爾（英語：Middleville）是位於美國紐約州赫基默縣的村。

## 人口
根據2020年美國人口普查的數據，米德爾維爾的面積為2.11平方千米，當中陸地面積為1.98平方千米，而水域面積為0.13平方千米。當地共有人口407人，而人口密度為每平方千米193人。